# Mooresburg (Tennessee)
Mooresburg es un lugar designado por el censo ubicado en el condado de Hawkins en el estado estadounidense de Tennessee. En el Censo de 2010 tenía una población de 941 habitantes y una densidad poblacional de 85,29 personas por km².

## Geografía
Mooresburg se encuentra ubicado en las coordenadas 36°21′3″N 83°14′7″O / 36.35083, -83.23528. Según la Oficina del Censo de los Estados Unidos, Mooresburg tiene una superficie total de 11.03 km², de la cual 9.87 km² corresponden a tierra firme y (10.54%) 1.16 km² es agua.

## Demografía
Según el censo de 2010, había 941 personas residiendo en Mooresburg. La densidad de población era de 85,29 hab./km². De los 941 habitantes, Mooresburg estaba compuesto por el 98.51% blancos, el 0.32% eran afroamericanos, el 0.64% eran amerindios, el 0% eran asiáticos, el 0% eran isleños del Pacífico, el 0.11% eran de otras razas y el 0.43% pertenecían a dos o más razas. Del total de la población el 0.21% eran hispanos o latinos de cualquier raza.